# Микромодуль

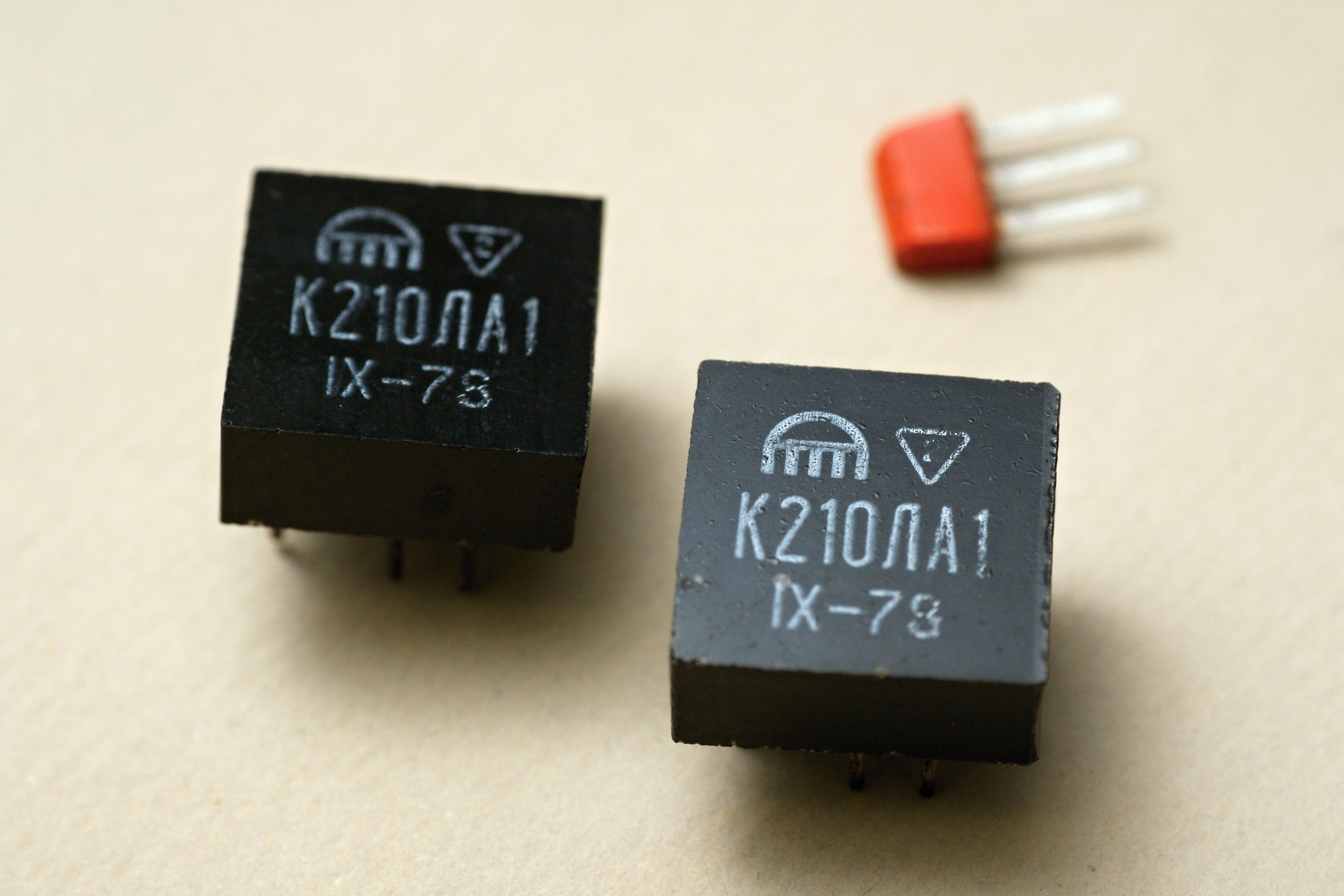
Логические микросхемы 210 серии - простейшие этажерочные микромодули. В составе каждой одна пластина с дискретным транзистором и одна пластина с набором тонкоплёночных резисторов

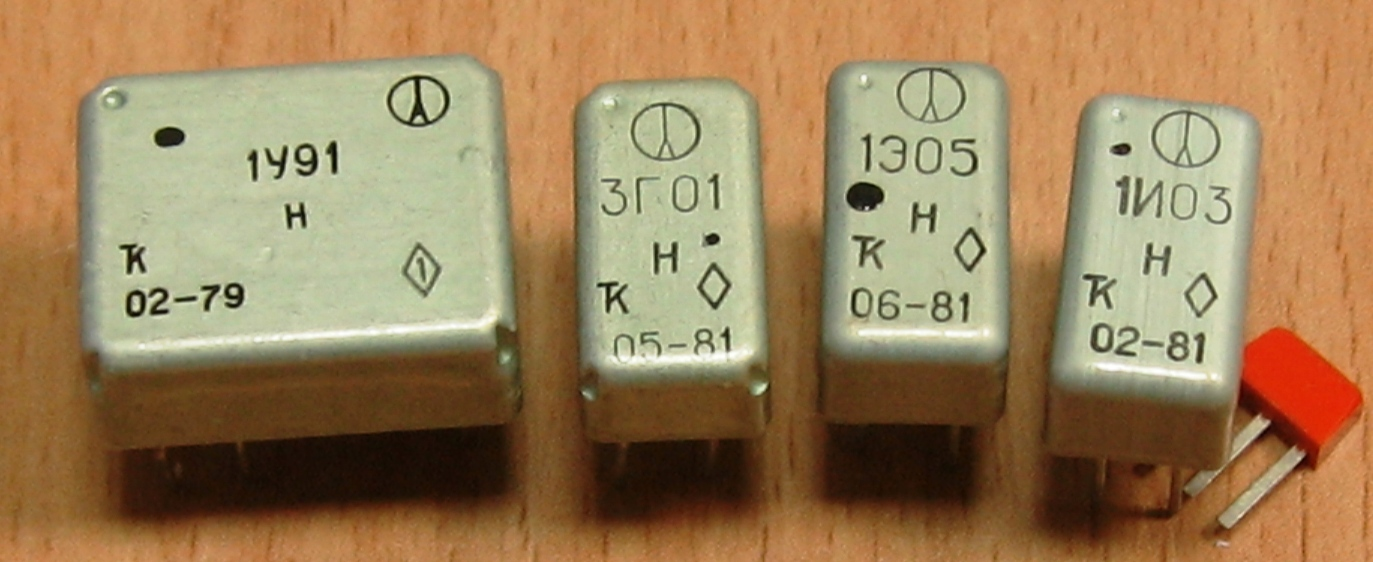
Плоские микромодули двух размеров со стандартным шагом выводов 4 мм

Микромодуль (в радиоэлектронике, устаревш.) — миниатюрный модуль из компактных законченных функциональных блоков с уплотнённой упаковкой радиодеталей, собранных на миниатюрных бескорпусных элементах очень плотным монтажом. Был промежуточным решением между элементами дискретного монтажа и интегральными микросхемами; применялся во второй половине 1950-х и в течение 1960-х годов.

## История
Микромодули появились в процессе микроминиатюризации и применялись в качестве функциональных узлов в авиационной, ракетной и космической малогабаритной электронной аппаратуре повышенной надёжности.

## Конструкционные особенности
Микромодули разделялись на:
- этажерочные,
- плоские,
- таблеточные,
- цилиндрические.

Этажерочные микромодули набирались из микроэлементов:
- резисторов,
- конденсаторов,
- полупроводниковых диодов,
- транзисторов
- и др.

Каждая «этажерка» набиралась из тонких пластин (размер; 9,6×9,6 мм) в столбик высотой от 5 до 25 мм; затем следовала заливка герметизирующим полимерным компаундом (за сутки превращается в пескообразную массу посредством муравьиной кислоты).
Наиболее широкое распространение в своё время получили этажерочные и плоские микромодули.